# Dragoslav Marković
Dragoslav Marković (Sopot, 28. lipnja 1920. – Beograd, 20. travnja 2005.), srpski političar, sudionik Drugog svjetskog rata u partizanima. Glavni tajnik Saveza komunista Jugoslavije od 30. lipnja 1983. do 26. lipnja 1984. Bio je i predsjednik Skupštine SR Srbije, predsjednik Predsjedništva SR Srbije i predsjednik Skupštine SFRJ. Kritičar režima Slobodana Miloševića.